# Tariq Carpenter
Tariq Marquese Carpenter (Ludowici, 28 dicembre 1998) è un giocatore di football americano statunitense che milita nel ruolo di linebacker per i Green Bay Packers della National Football League (NFL).

## Carriera

### Green Bay Packers
Carpenter al college giocò a football a Georgia Tech. Fu scelto nel corso del settimo giro (228º assoluto) nel Draft NFL 2022 dai Green Bay Packers. Nella sua stagione da rookie disputò 14 partite, nessuna delle quali come titolare, mettendo a segno 8 tackle.